# 蔡雅文
蔡雅文（英語：Ian Choi Nga-man，1984年4月15日—），香港民主派及地區組織葵青傳承成員，前香港葵青區議會祖堯選區議員。

## 區議會事件

### 當選多時未有辦事處
蔡雅文自當選後希望在邨內尋覓商舖開設辦事處以服務居民。惟落選的民建聯區議員以新界西立法會議員陳恒鑌之名，繼續租用邨內商舖作辦事處，導致蔡遲遲未能有辦公地方。

### 積極跟進區內肺炎疫情
2020年初起，新型肺炎於香港全面爆發。在資訊不透明的情況下，蔡雅文處理多宗區內疑似感染病例，包括7月時於荔景紀律部隊宿舍爆發的一個聚會群組。

### 處理葵涌區屋苑黃泥水事件
2020年8月初，蔡雅文表示連續多日接獲葵涌祖堯邨及浩景臺等地居民投訴食水水質變差，各屋苑的自來水泛黃及有泥味。他隨即向水務署查詢，惟署方未有積極跟進。隨著問題逐步蔓延至葵涌區內其他屋苑，署方才開始安排食水缸供水及承諾調查，並向居民道歉。

### 葵青區議會首次會議唱《願榮光》，建制派離場抗議
第六屆葵青區議會由民主黨的單仲偕及張文龍分別擔任正副主席，單仲偕接手主持會議後，蔡雅文動議作口頭聲明，以歌唱形式表達港人過去七個月在反修例風波的遭遇，獲接納及通過。民主派議員即席站立唱出《願榮光歸香港》，五名建制派議員包括陳志榮、盧婉婷、徐曉杰、梁嘉銘及郭芙蓉離席抗議。